# Rhabdomastix (Rhabdomastix) shansica
Rhabdomastix (Rhabdomastix) shansica is een tweevleugelige uit de familie steltmuggen (Limoniidae). De soort komt voor in het Palearctisch gebied.